# Злочин и казна (ТВ филм)
Злочин и казна је југословенски ТВ филм из 1972. године. Режирао га је Сава Мрмак а сценарио је базиран на истоименом роману Фјодора Достојевског.

## Улоге
| Глумац                     | Улога                                   |
| -------------------------- | --------------------------------------- |
| Михаило Миша Јанкетић      | Родион Романовић Раскољников            |
| Стојан Дечермић            | Иља Петровић Порох                      |
| Маја Димитријевић          | Катарина Ивановна Мармеладова           |
| Слободан Ђурић             | Кох                                     |
| Рада Ђуричин               | Авдотја Романовна Раскољникова Дуња     |
| Капиталина Ерић            | Пулхерија Александровна Раскољникова    |
| Морис Леви                 | Пјестраков                              |
| Маријан Ловрић             | Аркадије Иванович Свидригајлов          |
| Драгољуб Милосављевић Гула | Крчмар (као Драгољуб-Гула Милосављевић) |
| Никола Симић               | Александар Григорјевич Замјотов         |

Остале улоге ▼
| Глумац              | Улога                       |
| ------------------- | --------------------------- |
| Неда Спасојевић     | Соња Семјоновна Мармеладова |
| Виктор Старчић      | Семјон Захарич Мармеладов   |
| Боро Стјепановић    | Миколка                     |
| Зорица Шумадинац    | Дуклида                     |
| Љуба Тадић          | Порфирије Петровић          |
| Марко Тодоровић     | Петар Петровић Лужин        |
| Танасије Узуновић   | Дмитриј Прокофјич Разумихин |
| Власта Велисављевић | Жандарм                     |
| Бранка Веселиновић  | Аљона Ивановна              |